# Он
 Тази статия е за селото в Италия.  За града в Древен Египет вижте Хелиополис (Египет).  
О̀н (на италиански и на френски: Hône, на местен диалект: Ouna, Оуна) е село и община в Северна Италия, автономен регион Вале д'Аоста. Селото е разположено на 364 m надморска височина. Населението на общината е 1163 души (към 2012 г.).